# Saghatherium
Saghatherium — рід вимерлих ссавців вимерлої родини Pliohyracidae ряду Даманоподібні (Hyracoidea). Рід існував в олігоцені (34-28 млн років тому). Був поширений в Північній Африці. Представники роду вели напівводний спосіб життя.

## Опис
Сагатерій був схожий на сучасних даманів. Він був вдвічі більшим та важив близько 9 кг. Пропорція голови відносно тіла була менша ніж у даманів. Хоча сагатерій описаний вперше у 1902 році, повний скелет знайдений лише у 2004 році в  Лівії. Скелет мав примітивну будову відносно інших представників ряду.

## Види
- Saghatherium antiquum
- Saghatherium humarum
- Saghatherium magnum
- Saghatherium majus
- Saghatherium minus
- Saghatherium sobrina